# پهنه بر (سیروان)
پهنه بر، روستایی در دهستان زنگوان بخش کارزان شهرستان سیروان در استان ایلام ایران است.

## جمعیت
بر پایه سرشماری عمومی نفوس و مسکن در سال ۱۳۹۵، جمعیت این روستا برابر با ۸۰ نفر (۱۸ خانوار) بوده است.